# Battaglioni M

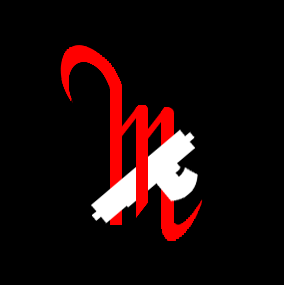
Logo der Battaglioni M

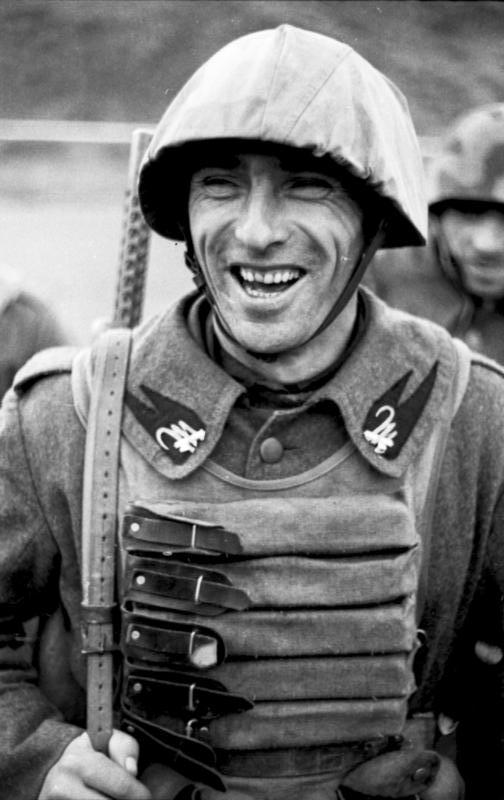
Soldat vom Battaglioni M

Die Battaglioni M (M steht für Mussolini) waren eine italienische Eliteeinheit der Schwarzhemden während des Zweiten Weltkriegs. Angehörige der faschistischen Eliteeinheit waren in zahlreiche Kriegsverbrechen sowohl vor dem Sturz Mussolinis als auch nach der Gründung der faschistischen Italienischen Sozialrepublik verwickelt.

## Geschichte
Die Battaglione „M“ wurden während des Zweiten Weltkriegs im Oktober 1941 als Umgestaltung und Verstärkung der Sturm- und Gebirgsbataillone der Milizia Volontaria per la Sicurezza Nazionale (Schwarzhemden) geschaffen, die sich im Kampf besonders hervorgetan hatten.
Die ersten Battaglione „M“ waren die der Galbiati-Gruppe (VIII von Varese, XVI von Como und XXIX von Arona), Veteranen der Schlacht von Marizai und die Bataillone der 15. Angriffslegion CC.NN. „Löwin“ (XIV von Bergamo und XV von Brescia), erwähnt im Kriegsbulletin Nr. 248 vom 10. Februar 1941, gefolgt von anderen Sturmbataillonen, die sich immer in Kriegshandlungen auszeichneten.
Um ihre Kriegseffizienz weiter zu verbessern, wurden die Battaglioni „M“ auf dem „Campo Battaglioni M“ in Rom-Trastevere speziellen Ausbildungskursen unterzogen und in die „M“-Bataillonsinspektion des MVSN eingeordnet, die die Ausbildung überwachte und leitete.
Für den operativen Einsatz wurden die Battaglioni „M“ normalerweise direkt den Abhängigkeiten des Korps des Heeres mit allgemeinen Reservefunktionen zugewiesen und von diesen zur Unterstützung von Einheiten mit besonders anspruchsvollen Aktionen neu zugewiesen. Sie wurden hauptsächlich im Russlandfeldzug, im griechisch-italienischen Krieg und für die geplante Invasion Maltas eingesetzt.
Mit dem Fall des faschistischen Regimes, am 25. Juli 1943, wurde das XVI. Battaglione „M“ von Como, das auf Rom marschierte, nicht weit von der Hauptstadt aufgehalten, auf Befehl des Leiters der S.M. der Miliz General Enzo Emilio Galbiati. Dieselbe „M“-Division erhielt zwischen dem 25. und 26. Juli den Befehl, die Ausbildungstätigkeit fortzusetzen. Am 8. September schlossen sich die nördlich der Halbinsel, in Frankreich und auf dem Balkan stationierten Departements weitgehend der neugeborenen Italienischen Sozialrepublik an, kooperierten wie die auf Korsika gelandeten teilweise mit den Faschisten und den Deutschen.
Die an die RSI übergebenen Abteilungen wurden von der Nationalen Republikanischen Armee übernommen, mit Ausnahme des 1. Battaglione „IX Settembre“, das im September 1943 in Toulon aufgestellt wurde und an verschiedenen Orten in Italien kämpfte und auch am Konflikt um die Landung von Anzio und auf dem Land teilnahm.
Die Komponenten der Bataillone „M“ trugen die normalen Uniformen der MVSN, mit dem einzigen Unterschied der schwarzen Insignien, auf denen die silbernen Fasces, die von den MVSN-Einheiten anstelle der Sterne der Königlich Italienischen Armee verwendet wurden, durch eine verdrehte Fasces ersetzt wurden, mit einem roten Großbuchstaben „M“, der die Schreibweise Mussolinis wiedergibt.
Sogar die Wimpel der verschiedenen Bataillone verwendeten die gleiche Symbologie: Auf ihnen, in Form eines Schwalbenschwanzes, erschien das gleiche rote „M“, das mit einem Littorium bestickt war, gesticktes „Seguitemi“ (das die Loyalität zum Vaterland und zu Faschismus) mit der gleichen Kalligraphie wie das „M“ und die Abteilungsnummer.